# Touch My Heart
『Touch My Heart』（タッチ・マイ・ハート）は、声優・榎本温子の1枚目のオリジナルアルバム。2002年8月16日にavex traxから発売された。

## 概要
1曲目「Be My Angel」、3曲目「Keep on Going」、12曲目「HAPPY!SMILE!HELLO!」は、3つのテレビアニメ作品のタイアップとなっており、それぞれ『機動天使エンジェリックレイヤー』のオープニングテーマ、『平成版キャプテン翼』の3代目エンディングテーマ、『ぱにょぱにょデ・ジ・キャラット』のオープニングテーマとして使用された。また、2曲目と4曲目の「My FAVORITE」と「FLY YOUR SKY」は、2001年8月22日に発売された機動天使エンジェリックレイヤーのキャラクターソングアルバム『天使の音楽』に収録されている。

## 収録曲
1. Be My Angel [4:02]
作詞：松井五郎、作曲・編曲：安藤高弘
  - テレビ東京系アニメ『機動天使エンジェリックレイヤー』オープニングテーマ
2. My FAVORITE [4:16]
作詞：松井五郎、作曲：太田真人、編曲：安藤高弘
  - テレビ東京系テレビアニメ『機動天使エンジェリックレイヤー』キャラクターソング
3. Keep on Going  [4:19]
作詞：海老根祐子、作曲：安藤高弘、編曲：近藤昭雄
  - テレビ東京系アニメ『キャプテン翼』（平成版）3代目エンディングテーマ
4. FLY YOUR SKY  [4:17]
作詞：松井五郎、作曲・編曲：辻陽
  - テレビ東京系テレビアニメ『機動天使エンジェリックレイヤー』キャラクターソング
5. Take your wings [4:56]
作詞：海老根祐子、作曲・編曲：安藤高弘
  - テレビ東京系テレビアニメ『キャプテン翼』（平成版）イメージソング
6. The Other side of love [4:09]
作詞：海老根祐子、作曲・編曲：安藤高弘
7. Difference [5:01]
作詞：矢島稚子・松井五郎、作曲：原田未秋、編曲・コーラスアレンジ：JIN NAKAMURA
  - テレビ東京系テレビアニメ『チャンス〜トライアングルセッション〜』挿入歌CD『Woo Yeah Woo Ah』のカップリング曲
8. 輝きの向こう [4:44]
作詞：海老根祐子、作曲・編曲：辻陽
  - 1stシシングル『Be My Angel』のカップリング曲
9. Love Forever（Solo Version）
作詞：松井五郎、作曲：ケンちゃん、編曲：安藤高弘
  - テレビ東京系テレビアニメ『チャンス〜トライアングルセッション〜』エンディングテーマのソロバージョン
10. Take your wings（Unplugged Version） [4:45]
作詞：海老根祐子、作曲：安藤高弘、編曲：辻陽
  - テレビ東京系テレビアニメ『キャプテン翼』（平成版）イメージソングの別バージョン
11. Be My Angel（Summer End Remix）  [4:49]
作詞：松井五郎、作曲・編曲：安藤高弘
  - テレビ東京系テレビアニメ『機動天使エンジェリックレイヤー』オープニングテーマの別バージョン
12. HAPPY!SMILE!HELLO! [4:01]
作詞：青山紳一郎、作曲・編曲：安藤高弘
  - テレビアニメ「ぱにょぱにょデ・ジ・キャラット」オープニングテーマ